# رأفت عدس
رأفت عدس فنان تشكيلي عالمي، قام ببيع العديد من لوحاته في العديد من دول العالم.
قام بإعداد الكثير من اللوحات والرسوم والتصاميم الفنية التشكيلية.
ولد في 27 أبريل 1951 في حي مصر القديمة بمدينة القاهرة بمصر.
ولديه أيضاً خبرة عميقة في تصميم برامج الكمبيوتر له أكثر من 20 لعبة كومبيوتر أصلية، أنشأ أول جمعية للفنون التشكيلية بكلية التجارة وأيضاً في جامعة القاهرة عام 1970م أثناء عمادة الدكتور علي عبد المجيد، وكان أول رئيس للجمعية، وتولى أ. نبيل البشبيشي رئيس اتحاد الطلاب توفير أول دعم مالي للجمعية لتشجيع تأسيسها.
شارك في العديد من المعارض ومن أوائل مشاركته:
- المعرض العام الرابع للفنون التشكيلية - وزارة الثقافة 1970م.
- صالون الربيع - وزارة الثقافة 1971م - قاعة الغرفة التجارية بباب اللوق.
- سوق الفنون التشكيلية - وزارة الثقافة 1974م - قاعة الاتحاد الاشتراكي - ماسبيرو.
- معرض خاص بأعماله - بمدخل مسرح الجامعة الأمريكية 1972م -أثناء عرض مسرحية مدرسة المشاغبين.

ومعارض أخرى متفرقة.
أول أعماله المنشورة في مجلة صباح الخير عام 1966م وجريدة صوت الجامعة 1970م.
ومن أوائل مقابلاته الإعلامية مع منير عامر، ودرية شرف الدين، في برنامج «تحت العشرين» بإذاعة الشرق الأوسط 1971 - 1972.
قام محمد طه حسين والعجاتي وعمر النجدي بترشيحه لمنحة تفرغ وزارة الثقافة أثناء دراسته الجامعية ولكن الروتين الحكومي منع إتمام ذلك.
قام برسم أصغر رسم في العالم عام 2000م وقدرت بقيمة 100000 دولار بإحدى الدول، يشارك في العديد من الشركات العالمية المحترفة في مجال عرض وتسويق الأعمال الفنية عالمياً.

## إتجاهاته الفنية
الفن التجريدي، فن الزخرفة، فن رسم الموديل.
لديه وثائق مكتوبة من كبار الفنانين بمصر بمدي اجتهاده الفني من السادة:
أ. حسين بيكار، أ. يوسف فرنسيس، أ. فهمي عبد الحميد،
أ. ماهر، أ. عمر النجدي، د. محمد طه حسين، د. العجاتي، أ. مجدي نجيب،
أ. محمد طه، أ. محمد حاكم، أ. علي المندلاوي.
سافر للعمل خارج مصر لأكثر من عشرين عاما ولم يسعى للشهرة أو وسائل الإعلام وإنما متفرغ دائما لأعماله الخاصة واتصالاته الشخصية.

## أهم الألعاب التي قام بتصميمها أو تطويرها
- مصمم ومؤلف لعبة «الأرقام المتقاطعة العالمية» وهي تشابه لعبة الكلمات المتقاطعة ولكن باستخدام المعادلات الحسابية الببسيطة بدلاً من الكلمات.
- مصمم ومؤلف لعبة «كار مان» وهي تشابه لعبة سوكوبان وفكرتها هي إدخال السيارات في الجراج في أماكن محددة.
- مصمم ومؤلف لعبة «جمان» وهي تشابه لعبة «باك مان» وفكرتها محاربة الأشباح وجمع الجوائز من المتاهة.
- مصمم ومؤلف لعبة «2 كارت» وهي تشابه لعبة «ماهوجونج» وفكرتها إزالة كل كارتين أو صورتين متشابهتين حتى النهاية.

## أهم برامج الكومبيوتر التي قام بتصميمها وتطويرها
- مجموعة برامج التحويل من التقويم الميلادي إلى التقويم الهجري، ومن التقويم الهجري إلى التقويم الميلادي لأي تاريخ قبل أو بعد الميلاد أو الهجرة.
- برنامج إيجاد أيام الأسبوع لأي تاريخ ميلادي.
- برنامج إيجاد الوقت الفوري لغالبية مدن وعواصم العالم.
- برنامج إيجاد تعداد السكان الفوري التقديري لجميع دول العالم.
- برنامج الآلة الحاسبة بالقائمة المطبوعة.
- برنامج المفكرة لأي عدد من السنين.
- مجموعة برامج التحويل (للمقاييس والمعايير والأوزان والأطوال والحجوم والسعات...).

وهناك العديد من البرامج الأخرى.

## من مؤلفاته
- كتاب قاموس مصطلحات الكومبيوتر والميكرو كومبيوتر - 1982م - الناشر: مكتبة مدبولي - القاهرة.
- كتاب أساسيات الكومبيوتر ونظم المعلومات - 1983م - الناشر: مكتبة مدبولي - القاهرة.
- ألعاب الذكاء - سلسلة من الألعاب - كتب إلكترونية - 2007م.

## من إعداده
- إعداد قاعدة بيانات دول العالم - كتب إلكترونية.
- إعداد البوم صور أعلام (رايات) دول العالم - كتب إلكترونية.
- إعداد البومات صور وحافظات شاشات للعديد من مشاهير العالم - كتب إلكترونية.